# Justo Astrada
Justo Astrada fue un futbolista argentino. Se desempeñaba como delantero y su primer club fue Rosario Central.

## Carrera
Inició su trayectoria en el fútbol en el año 1932, el día 12 de septiembre. Su debut fue más que auspicioso, ya que marcó dos goles en el encuentro ante Belgrano de Rosario, que finalizó 5-1, cotejo correspondiente a la 19.ª fecha del Torneo Gobernador Luciano Molinas, certamen de Primera División de Rosario. En este campeonato disputó 7 encuentros convirtió 6 tantos; no logrando afianzarse como titular, por lo que pasó mucho tiempo jugando en reserva. En 1936 formó parte del plantel que se coronó en el Torneo Preparación de la Asociación Rosarina de Fútbol, venciendo a Newell's Old Boys en partido desempate.

## Estadística
| Año  | PJ | Goles |
| ---- | -- | ----- |
| 1932 | 7  | 6     |
| 1933 | 1  | 0     |
| 1936 | 5  | 2     |

## Clubes
| Club            | País      | Año       |
| --------------- | --------- | --------- |
| Rosario Central | Argentina | 1932-1936 |

## Palmarés
| Equipo          | Liga     | País      | Título             | Año  |
| --------------- | -------- | --------- | ------------------ | ---- |
| Rosario Central | Rosarina | Argentina | Torneo Preparación | 1936 |